# Saint-Aubin-Montenoy
Saint-Aubin-Montenoy is een gemeente in het Franse departement Somme (regio Hauts-de-France) en telt 207 inwoners (2004). De plaats maakt deel uit van het arrondissement Amiens.

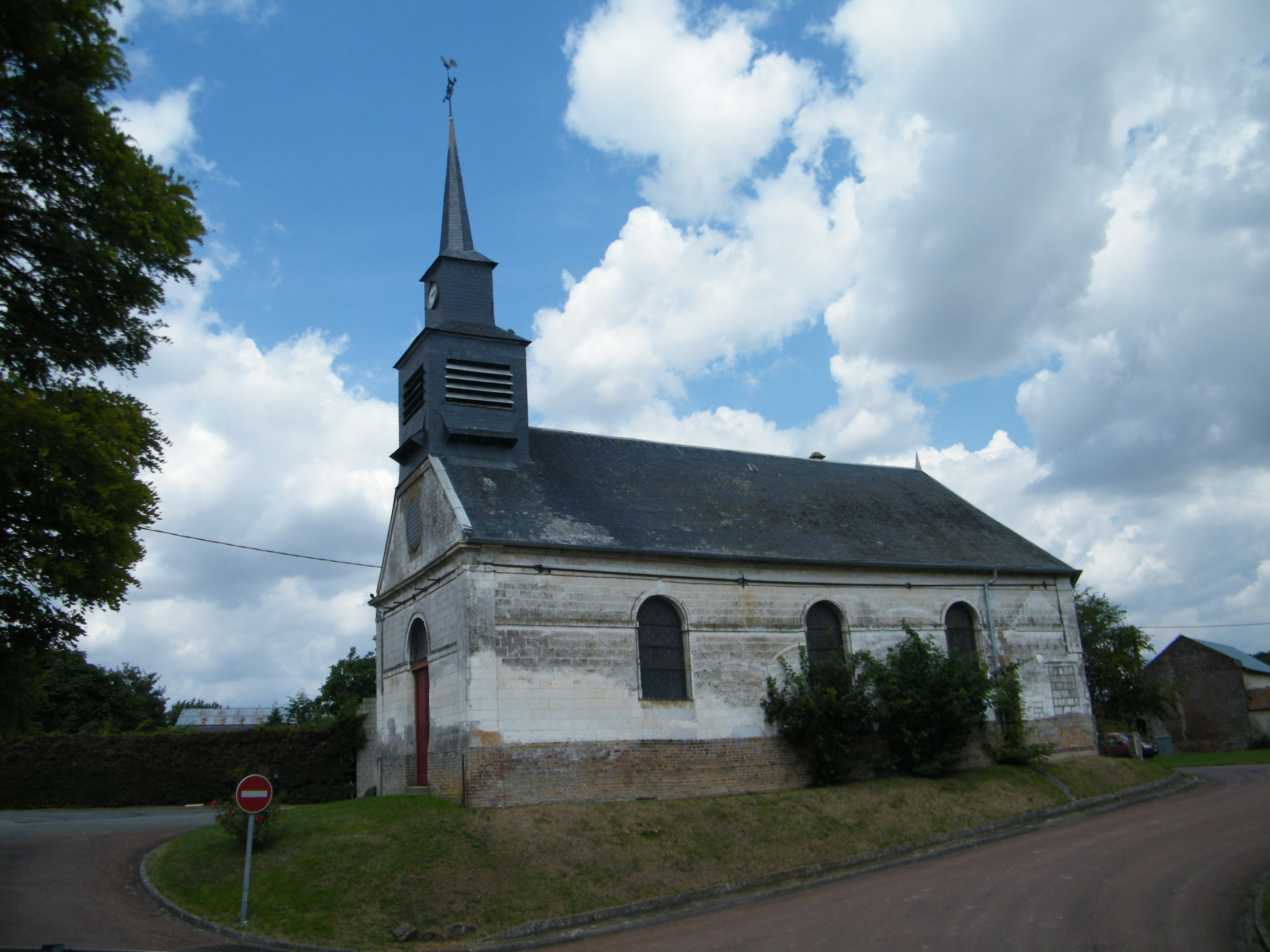
Kerk van Saint-Aubin-Montenoy
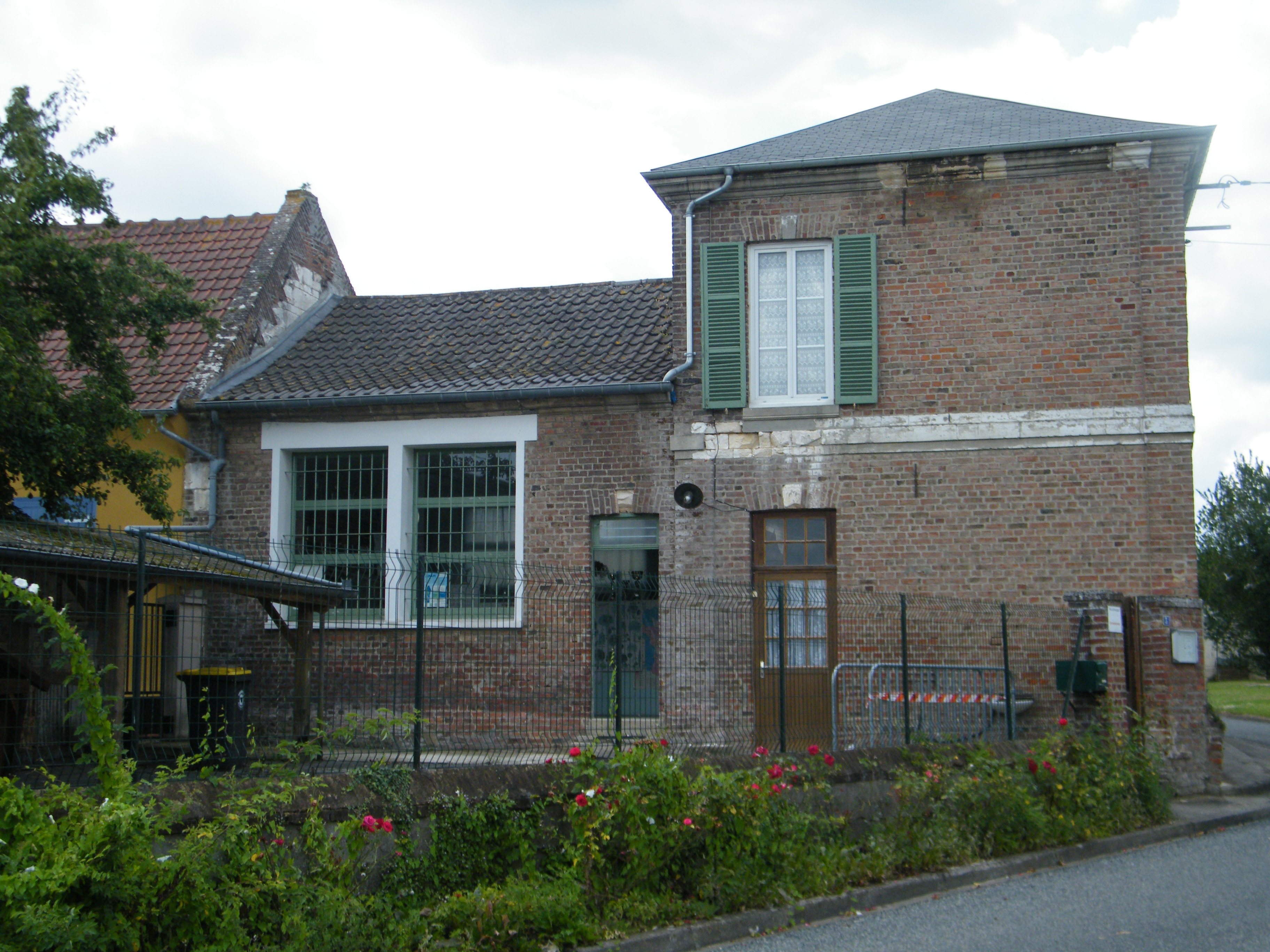
School van Saint-Aubin-Montenoy

## Geografie
De oppervlakte van Saint-Aubin-Montenoy bedraagt 10,2 km², de bevolkingsdichtheid is 20,3 inwoners per km².
De onderstaande kaart toont de ligging van Saint-Aubin-Montenoy met de belangrijkste infrastructuur en aangrenzende gemeenten.

## Demografie
Onderstaande figuur toont het verloop van het inwonertal (bron: INSEE-tellingen).